# Penstemonia hennei
Penstemonia hennei is een vlinder uit de familie wespvlinders (Sesiidae), onderfamilie Sesiinae.
Penstemonia hennei is voor het eerst wetenschappelijk beschreven door Engelhardt in 1946. De soort komt voor in het Nearctisch gebieden het  Neotropisch gebied.